# Carpinus pubescens
Carpinus pubescens är en björkväxtart som beskrevs av Isaac Henry Burkill. Carpinus pubescens ingår i släktet avenbokar, och familjen björkväxter.

## Underarter
Arten delas in i följande underarter:
- C. p. firmifolia
- C. p. pubescens